# Allocrangonyx pellucidus
Allocrangonyx pellucidus là một loài động vật giáp xác trong họ Allocrangonyctidae.